# Інститут біоорганічної хімії та нафтохімії імені В. П. Кухаря НАН України
Інститут біоорганічної хімії та нафтохімії НАН України (ІБОНХ НАН України) — науково-дослідний інститут у Києві. Заснований у 1987 році за ініціативою та активною участю академіка НАН України Валерія Кухаря. Знаходиться за адресою — вулиця Академіка Кухаря, 1.
Основні напрямки діяльності інституту: хімія біологічно-активних пептидів, білків, нуклеїнових кислот та їх компонентів; хімічні моделі біологічних процесів, синтезу і вивчення біологічних властивостей нових регуляторів для застосування в медицині і сільському господарстві; розробка наукових синтезу і технології одержання важливих продуктів і матеріалів з нафти; екологічні дослідження.

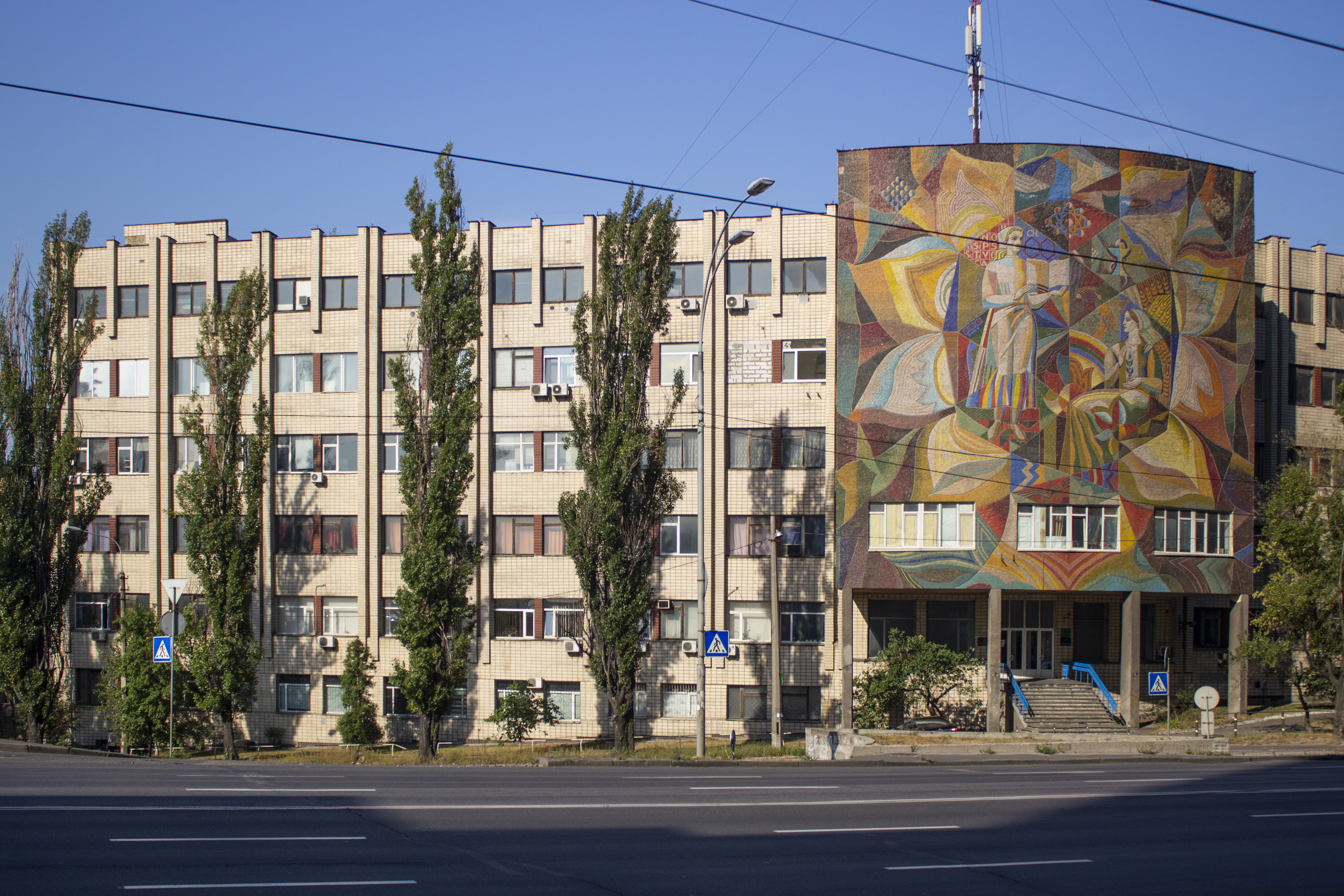
Корпус № 2 Інституту біоорганічної хімії та нафтохімії на Харківському шосе, 50

Інститут має наукові досягнення світового рівня, а саме:
- розробка методів синтезу структурних аналогів природних амінокислот, пептидів, біоактивних азотовмісних гетероциклічних основ та елементорганічних сполук;
- розробка принципово нових підходів до класифікації фізіологічно активних речовин, аналіз залежності їх структури та реакційної здатності;
- дослідження механізмів функціонування тромбіну, ліпоксигеназ та інших ферментів, білків та пептидів;
- вивчення антигенної будови капсидних білків вірусів рослин;
- металокомплексний та металокластерний каталіз в радикальних реакціях окиснення органічних сполук;
- концепція активації парафінів по метиленових групах в реакціях алкілування, ізомеризації, ароматизації, крекінгу;
- створення каталізатора ізомеризації вуглеводнів на основі природних цеолітів.

Установа видає науковий журнал «Каталіз та нафтохімія».
В структурі інституту діють 18 наукових відділів і 10 лабораторій. Функціонує спеціалізована вчена рада по захисту дисертацій. На базі Інституту засновано Центр колективного користування науковим обладнанням «Інфрачервона Фур'є спектроскопія». Чисельність працівників становить понад 300 чоловік.